# Marcipopsis proxima
Marcipopsis proxima är en fjärilsart som beskrevs av Emilio Berio 1966/67. Marcipopsis proxima ingår i släktet Marcipopsis och familjen nattflyn. Inga underarter finns listade i Catalogue of Life.